# Helmut Pechlaner

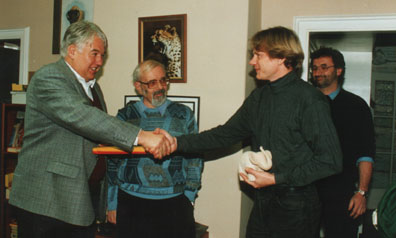
Helmut Pechlaner (links) mit Kurator Kurt Kolar und Dan Koehl (1998)

Helmut Pechlaner (* 17. August 1946 in Innsbruck) ist promovierter Tierarzt und war von 1992 bis zu seiner Pensionierung im Jahr 2007 Direktor des Tiergartens Schönbrunn in Wien.

## Biographie
Helmut ist jüngster Sohn des Juristen Helmut Pechlaner und ein Bruder des ehemaligen Handchirurgen Sigurd Pechlaner und des Limnologen Roland Pechlaner. Nach der Matura in Innsbruck und dem Präsenzdienst begann er 1966 das Studium an der Veterinärmedizinischen Universität Wien, das er 1972 mit der Promotion zum Doktor der Tierheilkunde abschloss. Er war von 1972 bis 1979 stellvertretender Leiter des Alpenzoos in Innsbruck und anschließend bis 1991 dessen wissenschaftlicher und geschäftsführender Direktor. Am 1. Jänner 1992 übernahm er die Leitung des Tiergartens Schönbrunn. Zum 1. Jänner 2007 ging er in Pension und übergab den Posten des Alleingeschäftsführers der Schönbrunner Tiergarten-Gesellschaft m.b.H. an Dagmar Schratter.
Helmut Pechlaner ist auch nach seiner Pensionierung in mehreren Funktionen tätig: Als Co-Herausgeber der Reihe Tiergarten Schönbrunn – Geschichte (Braumüller Verlag) und als  Ehrenpräsident des WWF Österreich. Darüber hinaus ist er Präsident des Österreichischen Klubs für Spitze und Spitzarten. Bis 2015 war er 23 Jahre lang Vorstandsmitglied des Nationalparks Neusiedler See – Seewinkel und Mitglied bzw. Vorsitzender des Universitätsrats der Veterinärmedizinischen Universität Wien.
Die Veterinärmedizinische Universität Wien verlieh ihm 2003 die Honorarprofessur für das Fach Zootierhaltung.
2006 war Pechlaner anlässlich der österreichischen Nationalratswahlen Mitinitiator eines Unterstützungskomitees für den ÖVP-Spitzenkandidaten Wolfgang Schüssel, 2016 unterstützte er Irmgard Griss bei der Wahl zur Bundespräsidentin.

## Medien
Gemeinsam mit Christina Karnicnik moderierte Pechlaner für den ORF bis 2008 die Sendereihe Miniversum. Im Jahre 2002 erhielt er die Goldene Romy als beliebtester Magazinmoderator. Außerdem spielte er oft in Folgen der Fernsehserie Tom Turbo mit. Von 1990 bis 1994 präsentierte er die ORF Sendereihe Treffpunkt Natur, die von 1990 bis 1992 im Vorabendprogramm zu sehen war und 1993 und 1994 im Hauptabendprogramm ausgestrahlt wurde. In der ORF-Sendereihe Universum präsentierte er u. a. 12 Folgen zum Thema „Die Zukunft bedrohter Wildtiere“.

## Auszeichnungen (Auszug)
- 1994: Verdienstkreuz des Landes Tirol
- 2002: Goldenes Ehrenzeichen für Verdienste um die Republik Österreich
- 2004: Verdienstkreuz des Landes Burgenland
- 2006: Ehrenzeichen des Landes Tirol
- 2006: Großes Ehrenzeichen für Verdienste um die Republik Österreich
- 2016: Preis der Stadt Wien für Volksbildung